# Ana de Alvear
Ana de Alvear (Madrid, 1 de junio de 1962) es una artista española de arte contemporáneo y gestora cultural. En su obra juega con el equívoco entre la realidad y su representación, sirviéndose de arquetipos, se centra especialmente en la autoestima y su desarrollo. Su método de expresión en su aspecto formal,  responde a un academicismo rayando en el virtuosismo, proyectando en sus dibujos, de una minuciosa precisión, un diálogo con el género pictórico tradicional y con los maestros realistas. Fundadora y directora del ciclo anual de vídeo "Vital International Video Art Festival", VIVA.

## Desarrollo profesional
Artista autodidacta, influida tanto en su desarrollo personal como en su obra, por artistas internacionales como el vídeo artista Nam June Paik, o los españoles entre otros José María Garvayo, Luis Gordillo o los artistas componentes del grupo "El Paso" como Rafael Canogar, Luis Feito, Juana Francés, Manolo Millares, Manuel Rivera Hernández, Antonio Suárez, Antonio Saura y el escultor Pablo Serrano. 
Desde el año 1998 colabora con su hermana la compositora de música contemporánea María de Alvear, Premio Nacional de Música 2014 en la modalidad de "composición", en producciones de música de vanguardia interpretadas en conciertos multidisciplinares donde sus trabajos de vídeo están intrínsecamente ligados a las composiciones.
En sus trabajos de vídeo apela al espectador como individuo receptor,  sugiriéndole se identifique con el personaje principal de su narración en sus instalaciones multidisciplinares interactivas, donde experimenta con nuevos materiales y soportes formando parte del diálogo entre ella y su obra.
Desde 2003 realiza diversas colaboraciones junto a Eduardo Polonio Compositor de Música Electroacústica, así como desde 2010 con el compositor Jorge Fernández Guerra, Premio Nacional de Música 2007. En 2014 estrena “Georges Odyssey” en colaboración con 11 compositores de 7 países diferentes en el auditorio 400 del Museo Nacional Centro de Arte Reina Sófia de Madrid interpretado por el Trío Arbós Premio Nacional de Música en la modalidad de interpretación del año 2013.

## Exposiciones
En el año 2004 expone en el Museo de la Ciencia y el Cosmos de Tenerife "Orígenes", compuesto de instalaciones multimedia interactivas con vídeos, películas, proyecciones de diapositivas y fotografías de gran formato sobre la percepción del mundo que le rodea.
En el año 2015 presenta la exposición "Memento Mori" en la Sala Arte Invitado en el Museo Lázaro Galdiano de Madrid, compuesta de una selección de doce dibujos, de los 28 realizados en el año anterior, en los que recrea una nueva lectura del género pictórico de los bodegones del siglo XVII y XVIII, dibujados con un hiperrealismo fotográfico planteando un juego visual irónico y paradójico reflexionando sobre la percepción de la realidad.
Desde el mes de diciembre de 2016 hasta mayo de 2017 expone "Érase una vez... ¿y ahora qué?" concebida para dos sedes: el Museo Nacional de Ciencias Naturales y el Real Jardín Botánico de Madrid. El contenido de la exposición del MNCN consta de vitrinas con animales de peluche y 100 dibujos de animales salvajes europeos de peluche y en el Jardín Botánico dibujos de 100 plantas artificiales. Ambas dialogan con las colecciones albergadas en cada uno de los espacios. "Érase una vez... ¿y ahora qué?" parte de la clasificación de estos dibujos para compararlos con los "Gabinetes de Naturaleza", generando un juego visual entre la ficción y la realidad.

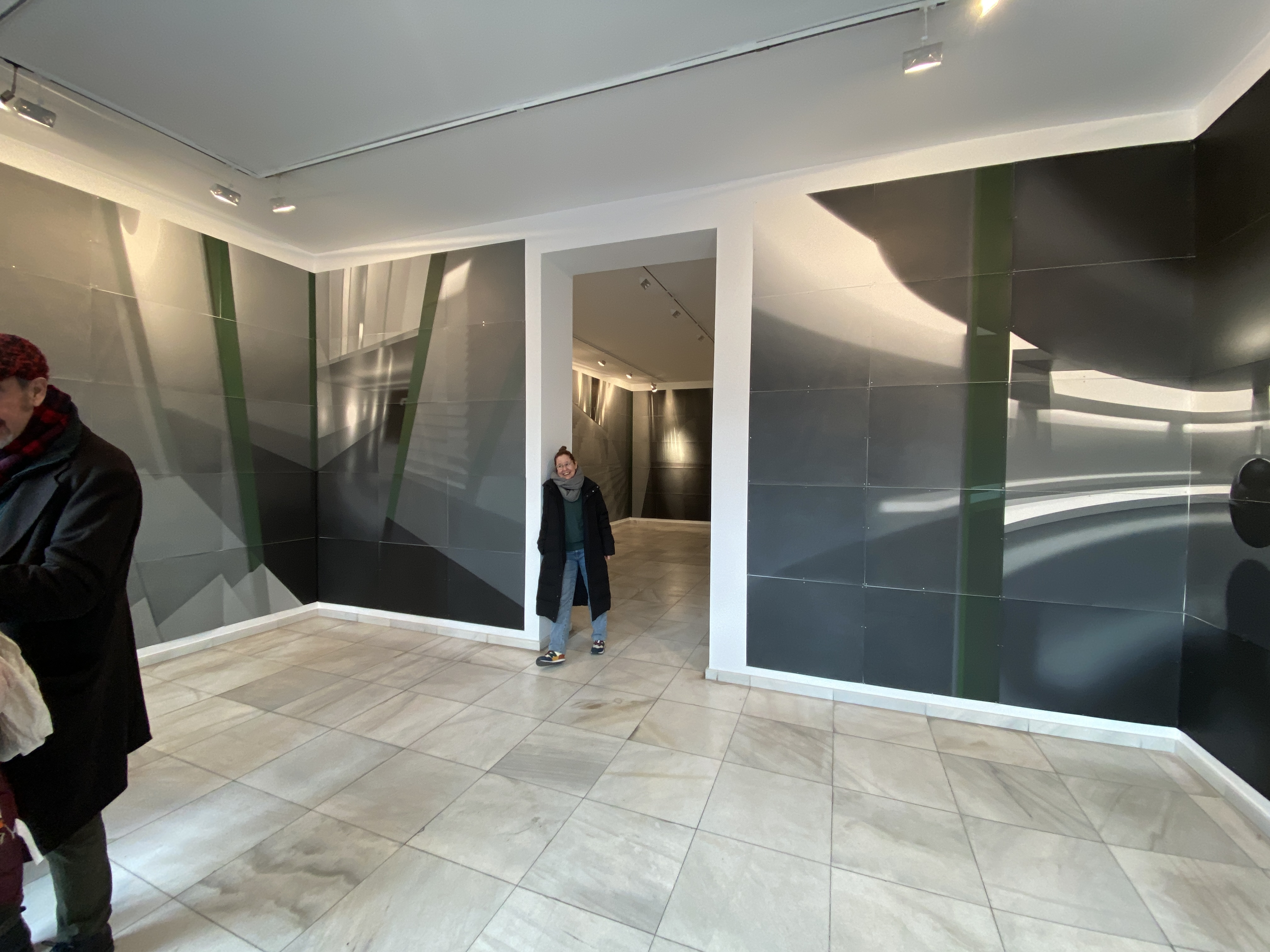
En la exposición de su instalación en la galería Estampa de Madrid 2023

Alvear declaró en 2016 en la descripción sobre este proyecto en el Museo de Ciencias Naturales en 2016: "Quieres ser TÚ el que le cuente a tus nietos que hubo una vez unos animales que se extinguieron por nuestra causa?, ¿por no cuidar la naturaleza?, ¿y que cuando nos dimos cuenta ya ni siquiera había animales, teniendo que "clasificar" peluches para que no se perdieran en la memoria de los tiempos?".
En febrero del año 2023, presentó simultáneamente dos exposiciones en Madrid y un concierto en el auditorio 400 del Museo Reina Sofía con música de Eduardo Polonio y el Vídeo de Ana de Alvear. Las dos exposicionesː Resonancia orbital Dibujos a lápices de colores  en Corner Gallery  y Nada (Laberinto) Dibujos a lápices de colores  Galería Estampa.

## Comisaria
En el año 2006 funda "VIVA" (Vital Internacional Video Art) ciclo de video concebido como espacio de encuentro itinerante, donde artistas internacionales pueden generar un punto de reunión para su discurso intelectual, creando una red expositiva, en colaboración con comisarios, galerías, instituciones, fundaciones y colecciones privadas para mostrar los mejores trabajos de vídeo monocanal internacionales. Uno de sus principales fines era promocionar artistas por todo el mundo, por lo que la participación solo fue posible a través de una invitación personal.
Desde 2006, VIVA ha itinerado en numerosos centros y festivales como en el Centre Pompidou de París en Francia; Invideo en Milán, Italia;  Loop Barcelona; Alternative Space en Seúl, Corea; Espacio Digital Gran Canaria, España; MoCA Shanghái, China;  Museo Nacional Centro de Arte Reina Sofía, Madrid, España;  Hara Museum Tokio, en Japón;  PhotoEspaña, en Madrid España; P.Art of your life Zwolle, en Netherlands entre otros. Alvear junto con Damián Perea, ambos videoartistas, presentan en el año 2009 el Festival de Vídeo "VIVA" en el Museo de Gouda en Holada con una exposición de 80 artistas en un debate sobre la globalización y sus efectos. 
Según las palabras citadas por Ana de Alvear sobre el Video festival VIVA en El Cultural en el año 2009  "Mi único criterio es la calidad de las piezas, la disertación intelectual y la capacidad para transformar el punto de vista del observador".